# Jadwiga Wajs

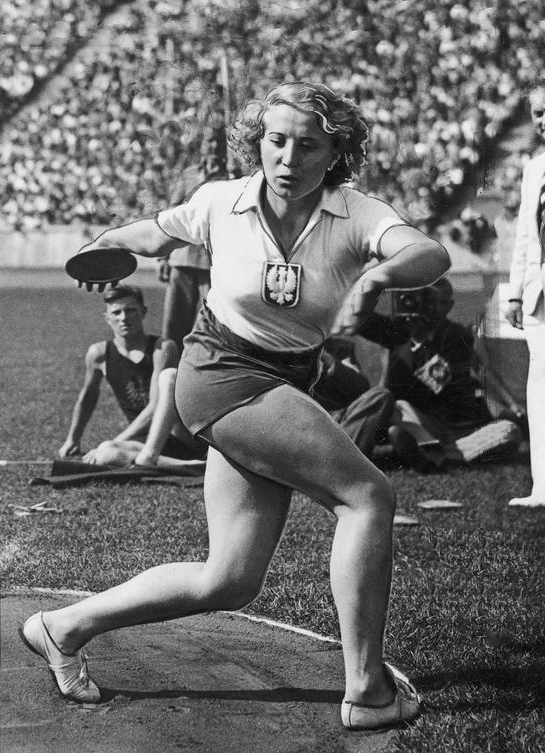
Jadwiga Wajs

Jadwiga Wajs-Marcinkiewicz, née le 30 janvier 1912 et décédée le 1er février 1990, était une athlète polonaise qui concourait principalement au lancer du disque. 
Elle a remporté le bronze dans cette discipline aux Jeux olympiques d'été de 1932. Quatre ans plus tard aux jeux de Berlin, elle remporta l'argent. Entre 1932 et 1935, elle détenait le record du monde, sa meilleure performance avait été un jet à 44,60 m. Néanmoins tous ses records étaient inofficiels.

## Palmarès

### Jeux olympiques d'été
- 1932 à Los Angeles ( États-Unis)
  -  Médaille de bronze au lancer du disque
- 1936 à Berlin ( Allemagne)
  -  Médaille d'argent au lancer du disque
- 1948 à Londres ( Royaume-Uni)
  - 4e au lancer du disque

### Championnats d'Europe
- 1946 à Oslo ( Norvège)
  -  Médaille de bronze au lancer du disque
  - 4e au lancer du poids